# Arouna Bissene
Arouna Dang Bissene (Yaoundé, 22 aprile 1993) è un calciatore camerunese, attaccante del Gilly.

## Carriera
Ha giocato nella massima serie algerina, in quella slovena ed in quella angolana. Inoltre, in carriera ha disputato anche 3 presenze nella fase a gironi della CAF Champions League.

## Statistiche

### Presenze e reti nei club
Statistiche aggiornate al 24 settembre 2021.
| Stagione        | Squadra         | Campionato      | Campionato | Campionato | Coppe nazionali | Coppe nazionali | Coppe nazionali | Coppe continentali | Coppe continentali | Coppe continentali | Altre coppe | Altre coppe | Altre coppe | Totale | Totale |
| Stagione        | Squadra         | Comp            | Pres       | Reti       | Comp            | Pres            | Reti            | Comp               | Pres               | Reti               | Comp        | Pres        | Reti        | Pres   | Reti   |
| --------------- | --------------- | --------------- | ---------- | ---------- | --------------- | --------------- | --------------- | ------------------ | ------------------ | ------------------ | ----------- | ----------- | ----------- | ------ | ------ |
| 2013-2014       | Krka            | 1.SNL           | 4          | 0          | CS              | 0               | 0               |                    | -                  | -                  |             | -           | -           | 4      | 0      |
| gen.-mag. 2019  | CS Constantine  | L1              | 5          | 0          | CA              | 1               | 0               | CCL                | 3                  | 0                  |             | -           | -           | 9      | 0      |
| Totale carriera | Totale carriera | Totale carriera | 9          | 0          |                 | 1               | 0               |                    | 3                  | 0                  |             | -           | -           | 13     | 0      |